# Pavonia leucantha
Pavonia leucantha är en malvaväxtart som beskrevs av Christian August Friedrich Garcke. Pavonia leucantha ingår i släktet påfågelsmalvor, och familjen malvaväxter. Inga underarter finns listade i Catalogue of Life.